# Vojenský záslužný kříž (Bavorsko)
Vojenský záslužný kříž (německy Militär-Verdienstkreuz) bylo vojenské vyznamenání za statečnost a další vojenské zásluhy udílené Bavorským královstvím. Byl určen k ocenění "mimořádných zásluh nižších úředníků, poddůstojníků a vojáků.

## Historie a pravidla udílení
Původně bylo vyznamenání založeno dne 19. července 1866 jako pátá třída Vojenského záslužného řádu. Tento řád byl hlavním bavorským vyznamenáním za statečnost a další vojenské zásluhy pro důstojníky a vyšší úředníky. Vyznamenání mohli získat i civilisté za činy podporující armádu. V hierarchii bavorských vyznamenání se Vojenský záslužný kříž řadil po Zlaté a stříbrné vojenské medaili za zásluhy (v roce 1918 přejmenované na medaili za statečnost), což byla nejvyšší bavorská vyznamenání pro poddůstojníky a řadové vojáky. Podle dochovaných záznamů byl prvním oceněným četník Johann Winter, který jej obdržel 20. srpna 1866.
Bavorský Vojenský záslužný kříž prošel třemi zásadními revizemi. V únoru 1891 byla přidána ocenění s meči, která odlišovala vyznamenání udělená za válečné zásluhy či statečnost během války od vyznamenání udělených v době míru. Toto bylo učiněno se zpětnou platností pro válečná ocenění z rakousko-pruské války probíhající v roce 1866 a francouzsko-pruské války probíhající v letech 1870 až 1871.

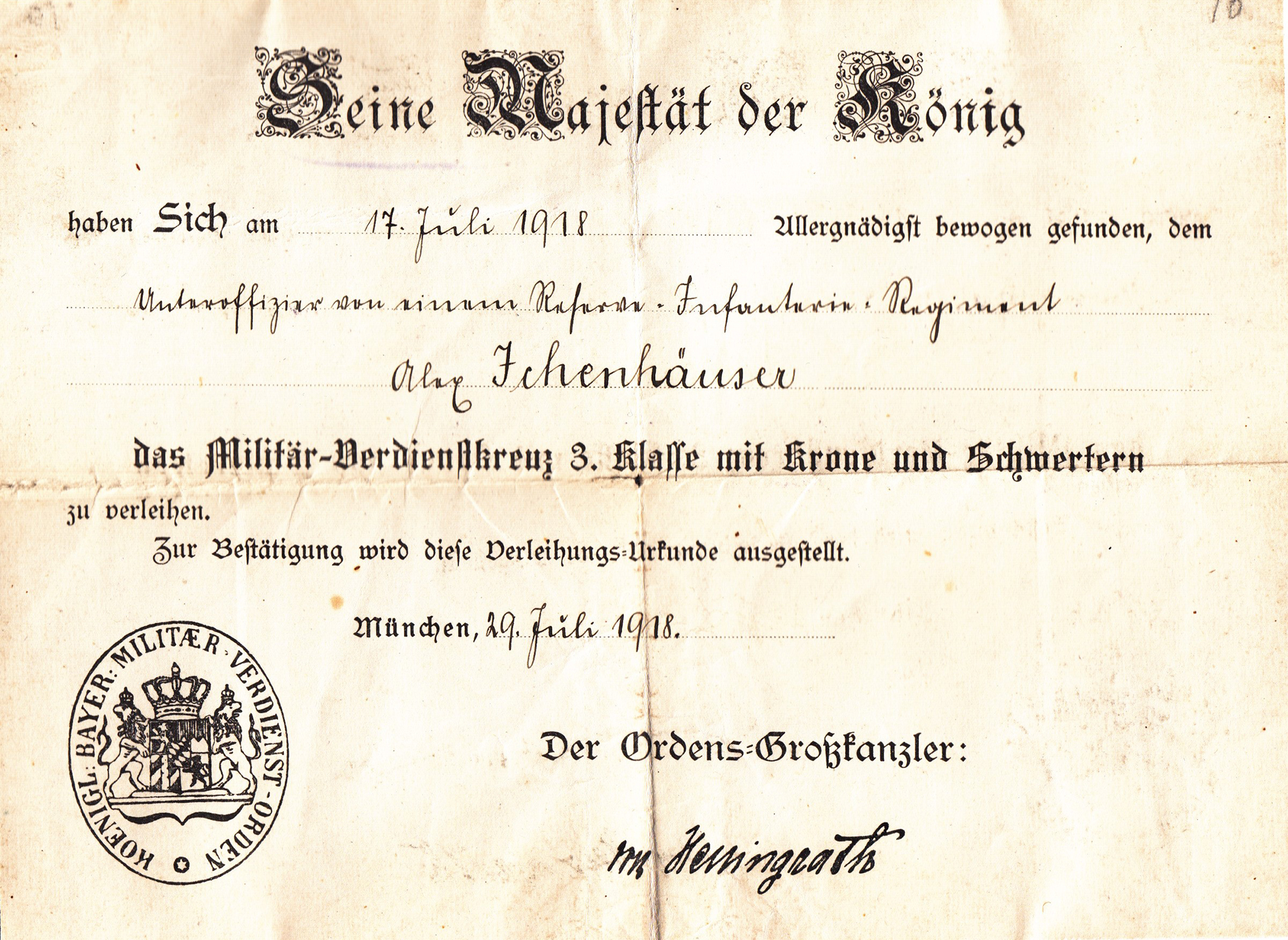
Osvědčení o udělení Vojenského záslužného kříže III. třídy s korunou a meči, 1918

V roce 1905 byly revidovány stanovy Vojenského záslužného řádu a Vojenský záslužný kříž byl rozdělen do dvou tříd. Z bývalého Vojenského záslužného kříže se stal Vojenský záslužný kříž I. třídy a vznikla nová druhá třída, která neměla na medailonu smalt. Třídy se udíleli podle hodnosti příjemce.
V roce 1913 došlo k další revizi stanov Vojenského záslužného řádu a Vojenský záslužný kříž byl rozdělen do tří tříd. Z původní druhé třídy se nově stala třída třetí a řádový odznak byl změněn ze stříbrného na bronzový. Z původní první třídy se pak nově stala třída druhá. Nová první třída se vzhledově podobala druhé třídě, ale odznak byl často pozlacený. Navíc všechny tři třídy mohly být uděleny s korunou. Ta mohla být použita v případě, že se jednalo o druhé vyznamenání pro poddůstojníka či řadového vojáka, který již dříve danou třídu obdržel a jehož hodnost vylučovala udělení vyšší třídy. Vyznamenání s korunou mohlo být uděleno i v případě ocenění větších zásluh. Existovalo tak prakticky 12 kombinací: tři třídy každá s korunou nebo bez ní a každá s meči nebo bez nich. To se ještě zdvojnásobilo existencí dvou různých stuh, kdy se vyznamenání s jedním typem stuhy udílelo vojákům a s druhým typem stuhy úředníkům.
Následující rok po této revizi vypukla první světová válka a Vojenský záslužný kříž se stal hlavním bavorským vyznamenáním za statečnost a zásluhy vojáků v této válce. Svým významem byl ekvivalentní pruskému Železnému kříži (kromě rozdílu, že třídy bavorského vyznamenání i nadále byly udíleny dle hodnosti příjemce). Podle jednoho zdroje byl celkový počet udělených vyznamenání 380 976.  Vyznamenání se přestalo udílet s pádem Německé říše a Bavorského království v roce 1918, i když bavorská vláda zpracovávala udělená vyznamenání až do roku 1920.
Zajímavostí je, že po skončení první světové války nově vzniklé Finsko skupovalo medaile z celého světa, protože v zemi v té době neexistovala adekvátní vyznamenání. Mimo jiné zakoupili i 339 vojenských záslužných křížů z Německa. Získali tak 7 medailí Železného kříže a 332 bavorských medailí, z nichž jich bylo 299 rozdáno vojákům po druhé světové válce a zbytek byl buď roztaven nebo uložen do muzeí.

## Insignie
Medaile má podobu maltézského kříže s kulatým medailonem uprostřed. Na přední straně bylo ve středovém medailonu písmeno L, což byl monogram bavorského krále Ludvíka II. Při vnějším okraji byl nápis MERENTI. Na zadní straně byl ve středovém medailonu vyobrazen bavorský lev s datem založení vyznamenání 1866. Středový medailon byl na přední straně smaltovaný. Původní Vojenský záslužný kříž se od rytíře II. třídy Vojenského záslužného řádu lišil pouze tím, že měl stříbrná ramena kříže, místo modře smaltovaných.